# Sustancias tóxicas vegetales

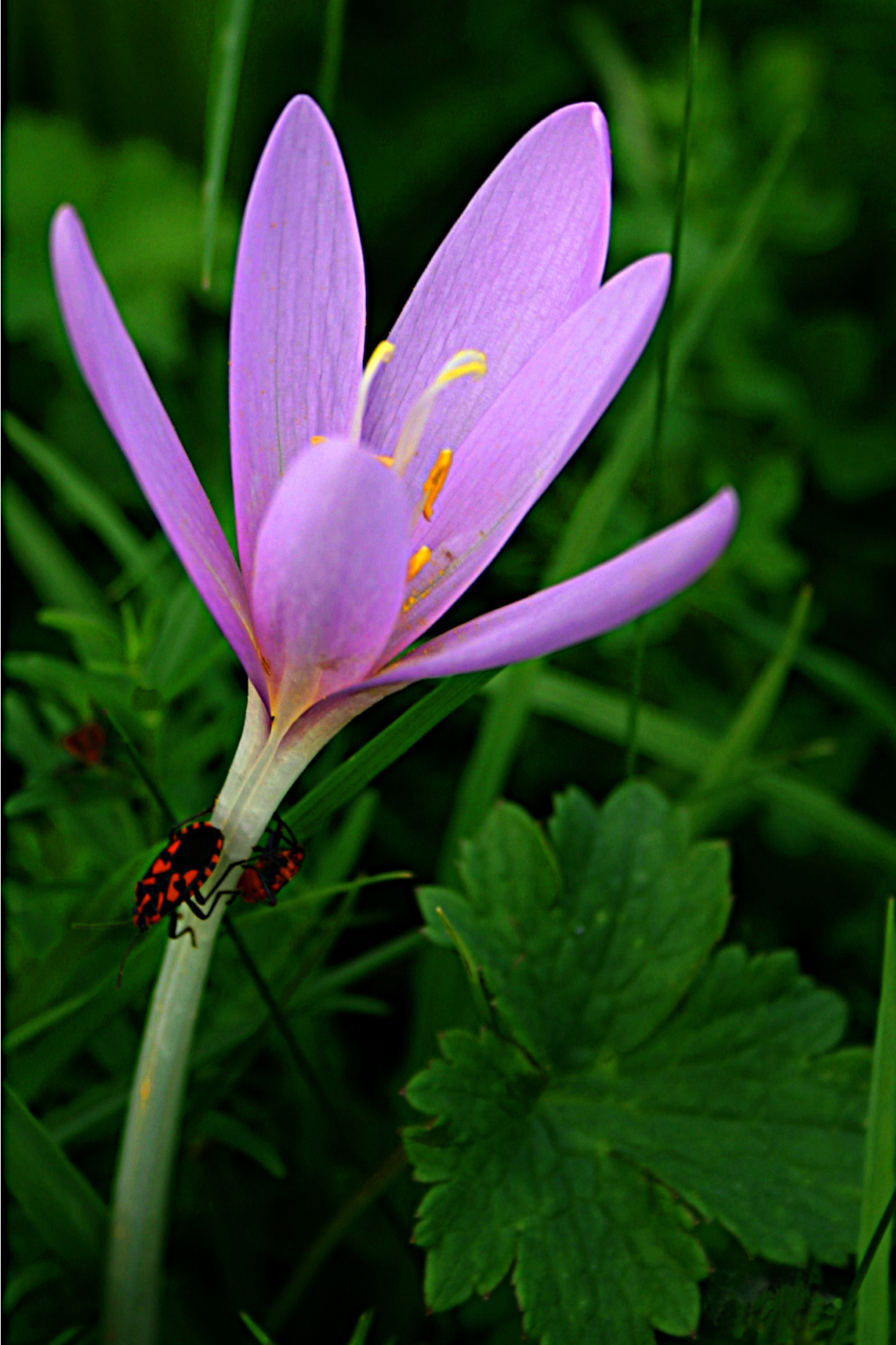
Colchicum autumnale, de donde se extrae la colchicina

Las sustancias tóxicas vegetales se dividen en seis grupos principales:

## Alcaloides
Son compuestos complejos, cuyo nombre proviene de álcali. Han sido descubiertos más de 5000 tipos diferentes de ellos. Todos contienen al menos un átomo de nitrógeno y son de carácter básico. Producen una acción fisiológica intensa sobre el sistema nervioso central o el parasimpático. Están difundidos en cerca del 10% del reino vegetal.
- Andrometodoxina - (Rododendro, Kalmia)
- Atropina - (Estramonio)
- Colchicina - (Cólquico)
- Conidina - (Conidio)
- Gelsemina o Gelseminina - (Jazmín amarillo)
- Hiosciamina - (Estramonio, Beleño negro)
- Mandragorina - (Mandrágora)
- Papaverina - (Opio)
- Solanina - (Dulcamara)
- Taxina - (Tejo)

## Glucósidos
Sustancias en las cuales un azúcar se une por medios químicos a otra molécula.
- Arbutina - (Kalmia)
- Briomina - (Nueza)
- Esculina

- Cumarina

- Ligustrina - (Alheña)
- Ranucolina

### Cardíacos
Han sido descubiertos más de 400, la mayor parte en plantas afines al lirio, la digital y la adelfa.
- Convalamarina o Convalarina - (Muguete)
- Digitalina o Digitoxina - (Digital, se obtiene el fármaco también llamado Digital)
- Eleborina - (Eléboro fétido), (Eléboro negro o Rosa de Navidad)
- Neriosido - (Adelfa)
- Robitina - (Robinia pseudoacacia)

### Cianogenéticos
Llamados así porque liberan cianuro de hidrógeno (HCN) al ser hidrolizados por algunas enzimas. Se pueden hallar en gran variedad de plantas, y el daño principal producido es el de la destrucción de glóbulos rojos por medio de la inhibición de la citocromo-oxidasa, una molécula encargada de transportar el oxígeno. 
- Amigdalina
- laurel-cerezo
- mandioca o yuca brava
- sauco

## Fitotoxinas
Fitotoxinas son gruesas moléculas proteínicas, que generalmente pueden ser destruidas por un prolongado calentamiento. Se encuentran entre las plantas conocidas como de mayor toxicidad y no son destruidas por los procesos digestivos.
- Ricino

## Oxalato
Oxalatos están constituidas por finos cristales de oxalato de calcio y generalmente se encuentran entre las Aráceas. Provocan una inmediata irritación local si son masticadas, y graves problemas renales si son absorbidas por el intestino.

## Resinoides
Resinoides son sustancias complejas y muy diferentes entre ellas. La única propiedad que comparten una vez extraídas son semisólidas a temperatura ambiente, y se pueden quemar fácilmente.
- Iridina - (Lirio Fétido), (Iris Policromo)

## Bociógenos
Bociógenos son sustancias que se encuentran en las coles, e impiden la asimilación del yodo por parte del organismo, el elemento necesario para que la glándula tiroides funcione normalmente. Pueden provocar inflamación y disfuncionalidad de dicha glándula.